# 坦瓜 (巴西)
坦瓜（葡萄牙語：Tanguá）是巴西里约热内卢州的一个市镇。总面积146.623平方公里，总人口30531人，人口密度208.2人/平方公里。